# Großrudestedt
Großrudestedt ist eine Gemeinde im Landkreis Sömmerda in Thüringen. Ortsteile sind: Kleinrudestedt, Kranichborn, Schwansee und Großrudestedt (im engeren Sinne).
Die Gemeinde gehört der Verwaltungsgemeinschaft Gramme-Vippach an, die ihren Sitz in Schloßvippach hat.

## Geografie
Großrudestedt liegt im südöstlichen Teil des Thüringer Beckens.

## Geschichte
Der Ortsname bedeutet wahrscheinlich „Siedlungsstätte eines Ruodin (und Genossen)“. Orte auf „stedt“ sind wohl bereits in hermundurischer Zeit entstanden. In Kleinrudestedt könnten dann Slawen/Wenden angesiedelt worden sein, das Dorf hieß früher „Wenigenrudestedt“. 1211 wurde ein Bernolf von Rudestedt als Dienstmann des Landgrafen Hermann von Thüringen erwähnt, später auch andere „Rudestedte“. Das Dorf gelangte dann in den Besitz der Grafen von Beichlingen.
Im 13. Jahrhundert entstanden enge Beziehungen zum Marienstift in Erfurt, dieses hatte auch das Patronatsrecht über die Kirche. Die Zeit von „Großrudestedt unter dem Marienstifte Erfurt“ dauerte von 1322 bis 1452. Das Weißfrauenkloster und das Bürgerhospital Erfurt hatten ebenfalls Besitz in Großrudestedt. Es entstand auch eine Deutsch-Ordens-Kommende im Ort. Die Zeit von 1452, als das Marienstift seine Rechte an die Stadt abtrat, bis 1535 wird als „Großrudestedt unter dem Rate von Erfurt“ bezeichnet. Von der zweimalig in Erfurt aufgetretenen Pest („das große Sterben“) und dem großen Stadtbrand 1472 war Großrudestedt immer indirekt mit betroffen, besonders auch finanziell mit starker Verschuldung. Leichtere Unruhen unter den Bauern wurden 1516 durch „Kriegsvolk“ aus Erfurt niedergeschlagen. Großrudestedter Bauern waren auch während des Bauernkriegs bei der Besetzung von Erfurt 1525 dabei, das Dorf hatte die daraus folgende Bestrafung durch eine Zusatzsteuer mit zu tragen.
Im „Streit um Großrudestedt“ wurde der Ort 1535 durch den Kurfürsten von Sachsen übernommen. Seit 1536 hatte Großrudestedt einen evangelischen Pfarrer. Seit Mitte des 16. Jahrhunderts war ein Schulmeister für Jungen tätig. Kleinrudestedt war mit 31 Toten durch die Pest von 1610/11 betroffen. Die „Thüringische Sintflut“ durch massive Regengüsse hinterließ durch Überflutungen schwere Schäden in den Dörfern und Fluren. Noch über 100 Jahre wurde ihrer in jährlichen Buß- und Bettagen gedacht. Im Dreißigjährigen Krieg hatte Großrudestedt so zu leiden, dass die Einwohnerzahl durch Tod und Flucht von 430 „Seelen“ auf 48 zurückging, 156 wüste und unbewohnte Häuser standen 14 noch bewohnten gegenüber. Benachbarte Dörfer, wie Kleinrudestedt, waren völlig entvölkert.
Großrudestedt gehörte bis Mitte des 17. Jahrhunderts mit Schwansee, Großmölsen und Kleinrudestedt zur „Vogtei Schwansee“. Mit Verlegung des Amtssitzes mit Amtsgericht von Schwansee und Brembach nach Großrudestedt wurde im Jahr 1664 das Amt Großrudestedt begründet, welches seit 1672 zu Sachsen-Eisenach und ab 1741 zu Sachsen-Weimar-Eisenach gehörte. 1850 ging das Amt Großrudestedt im Verwaltungsbezirk Weimar des Großherzogtums Sachsen-Weimar-Eisenach auf.
Das Gemeindesiegel mit dem Symbol der Gerechtigkeit stammt von 1681. Große Brände 1686 und 1687 vernichteten einen großen Teil von Großrudestedt, auch den Kirchturm, die Pfarrei und die Knabenschule. 1705 fand der letzte Hexenprozess im Ort statt, der mit Hinrichtung der Beklagten durch das Schwert endete; siehe dazu die dokumentarisch-literarische Adaption Die Hexe von Großrudestedt. Eine Anfang des 18. Jahrhunderts hatte Großrudestedt etwa 600 Einwohner. Immer mehr Handwerke gesellten sich zu der traditionellen Landwirtschaft hinzu. Das Ordensgut wurde Freigut. 1724 wurde die Kirche St. Albanus fast neu gebaut, 1744 die beiden alten Tore, das Ober- und das Untertor, wiedererrichtet. 1742 ließ Herzog Ernst August I. die Amtsschreiberei Schwansee in ein Lustschloss umbauen, 1746 legte er den Grundstein zu einem Neubau. Der um 1480 künstlich angelegte Schwansee wurde in den 1790er Jahren trockengelegt und aufgeforstet. Der Siebenjährige Krieg brachte mit Durchmärschen, Plünderungen, Einquartierungen und Zwangslieferungen erhebliche Belastungen und eine hohe Verschuldung mit sich.
1806, als „fast alle Orte der Umgebung von den Franzosen geplündert“ wurden, blieben Groß-, Kleinrudestedt und Schwansee verschont. 1813 kam es zu Plünderungen durch Kosaken. Freiwillige und „ausgehobene“ Rudestedter Bürger kämpften 1813 bis 1815 gegen Napoleon. 1820 legte ein Brand 88 Wohnhäuser und 120 andere Gebäude in Großrudestedt in Schutt und Asche. Ab Mitte des 19. Jahrhunderts wurden Jungen und Mädchen gemeinsam unterrichtet. Es erfolgte die Pflasterung der Straßen, 1861 wurde eine Postexpedition eingerichtet, 1864 der Ort mit Laternen beleuchtet, 1879 eine Telegraphenstation errichtet. 1881 konnte mit dem Bahnhof der Anschluss an die Preußische Staatsbahn Sangerhausen–Erfurt geschaffen werden. Für den Personen- und Frachtverkehr war das eine erhebliche Verbesserung. Damit begann auch der Zuckerrübenanbau in der Gegend, eine Zuckerfabrik wurde 1886 gebaut. 1882 begann die Regulierung der Gramme. 1895 wurde ein Schulneubau eingeweiht. Im Jahre 1900 zählte Großrudestedt 1125 Einwohner, unter Einschluss von Zeitarbeitern. Diese stellten auch die meisten der 46 Katholiken.
1887 erhielt die Gemeinde mit der Schmalspurbahn Weimar–Rastenberg/Großrudestedt auch einen Bahnanschluss nach Weimar und Rastenberg über Buttelstedt. Die Weimar-Rastenberger Eisenbahn-Gesellschaft war Betreiber dieser Sekundärbahn mit Meterspurweite. 1898 übernahm der Berliner Bahnunternehmer Herrmann Bachstein die unwirtschaftliche Bahn, legte unrentable Strecken still und betrieb die im Volksmund „Laura“ bezeichnete Bahn bis 1946 weiter, ab 1923 unter dem Namen „Weimar-Buttelstedt-Großrudestedter Eisenbahn“.
In der Zeit des Nationalsozialismus leistete Gerd Bergmann, am 21. März 1928 in Großrudestedt geboren, Widerstand. Zusammen mit vier Freunden aus einer Handelsschule in Erfurt verteilte er Flugblätter gegen den Krieg und hörte verbotene ausländische Sender. Einige Flugblätter kamen auch nach Großrudestedt und wurden heimlich weiter verbreitet. Wegen „Vorbereitung eines hochverräterischen Unternehmens“ wurde Gerd Bergmann im September 1943 verhaftet und nach mehr als acht Monaten in Untersuchungshaft im Juni 1944 zu sechs Monaten Jugendgefängnis verurteilt.
Während des Zweiten Weltkrieges mussten in Großrudestedt Kriegsgefangene aus Polen und Frankreich sowie 158 Frauen und Männer aus Polen, der Sowjetunion und Jugoslawien Zwangsarbeit verrichten: in der Landwirtschaft und auf der Bahnstation. In Kleinrudestedt waren es 70 Zwangsarbeiter(innen), die bei Bauern und im Schwanseer Forst eingesetzt wurden. In Kranichborn arbeiteten 30 Polen und sieben Russen. Auf dem Tümmlerschen Gut arbeiteten zehn Polen. Ein Kleinkind und eine ältere Frau wurden Opfer der Zwangsarbeit.
Im April 1945 wurde Großrudestedt von der US-Armee besetzt, im Juli von der Roten Armee. Der Ort gehörte damit zur SBZ, ab 1949 zur DDR, nach Wende und Wiedervereinigung ab 1990 zur Bundesrepublik Deutschland/Freistaat Thüringen.

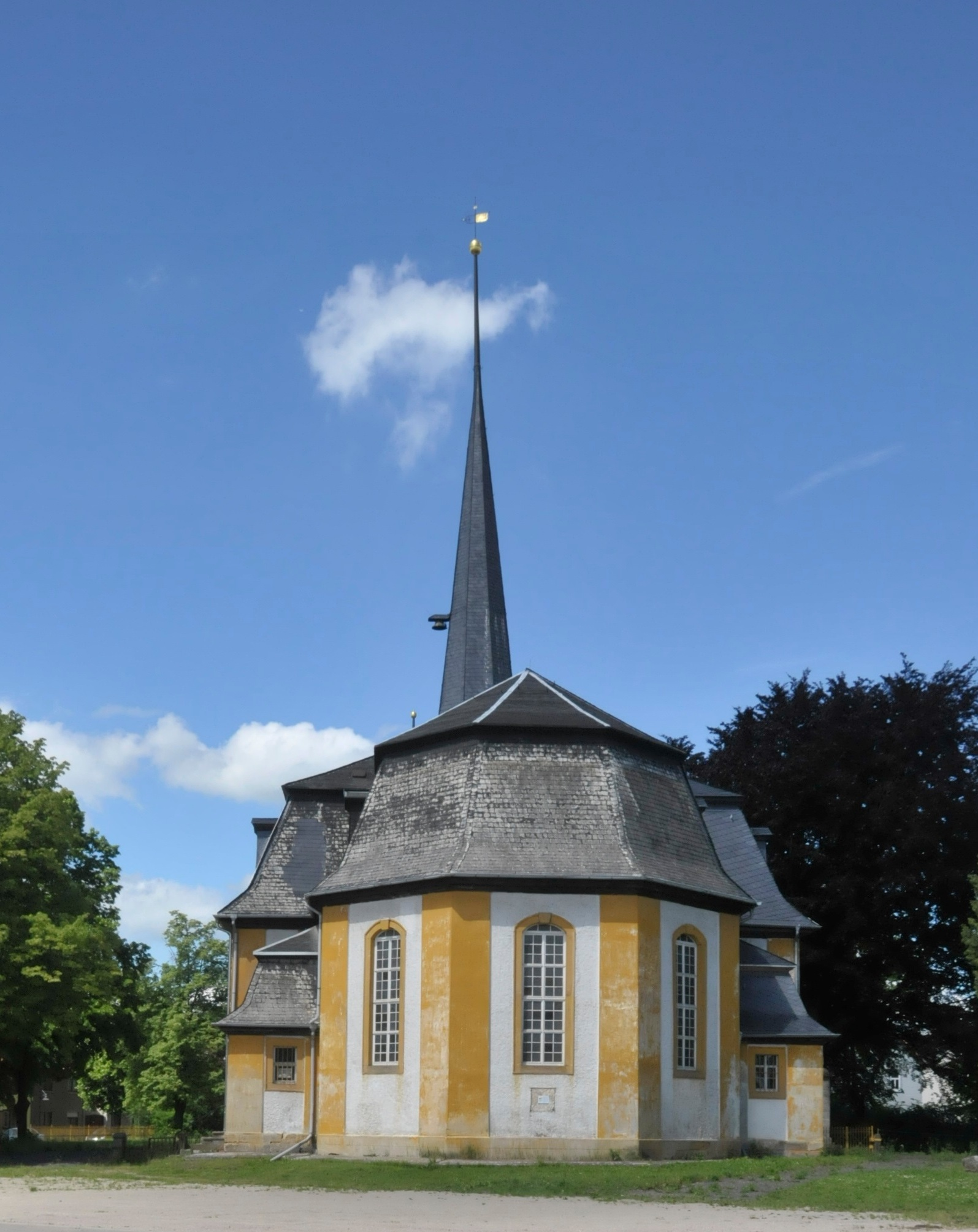
Kirche St. Albanus in Großrudestedt
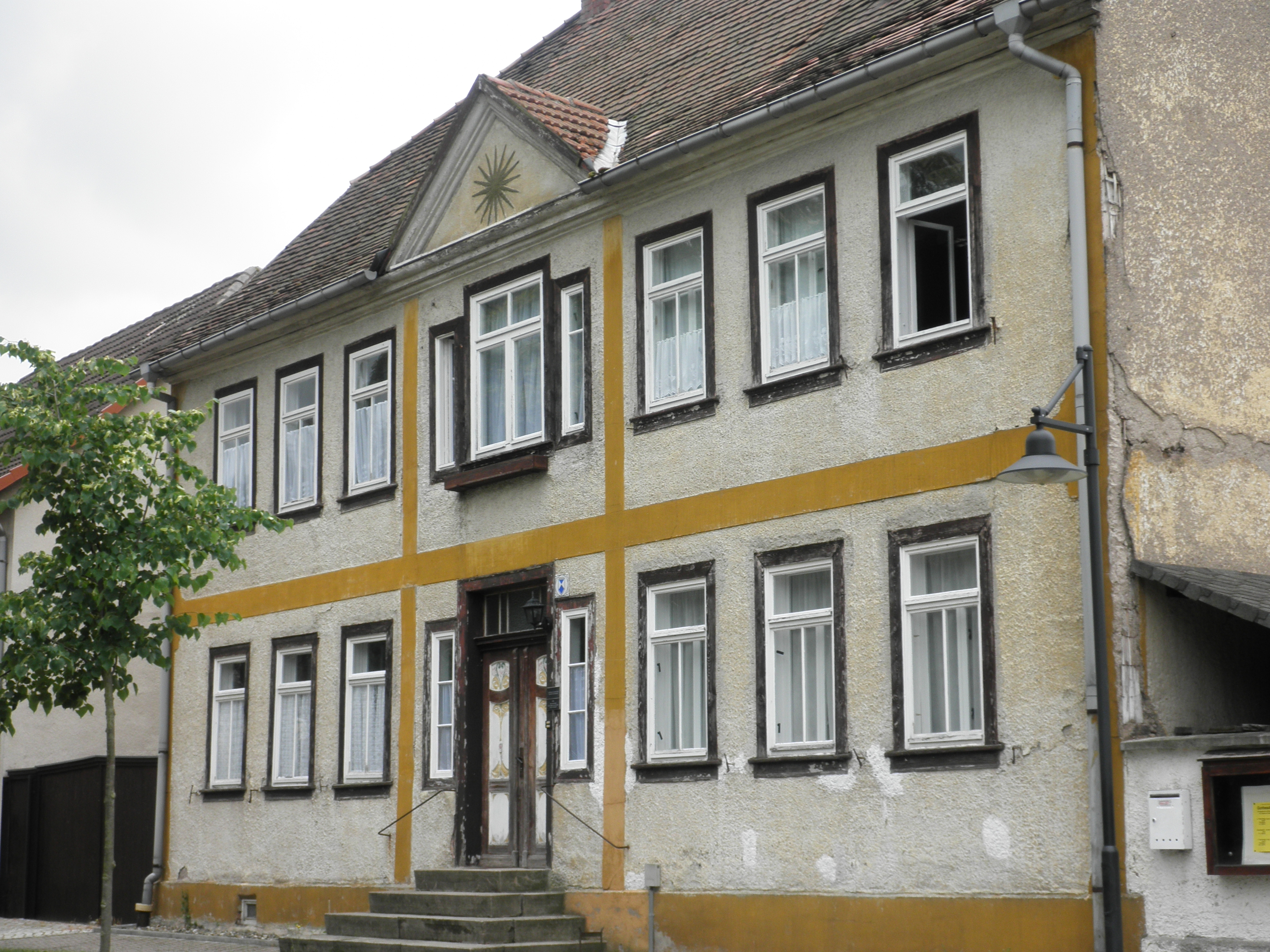
Pfarrhaus in Großrudestedt
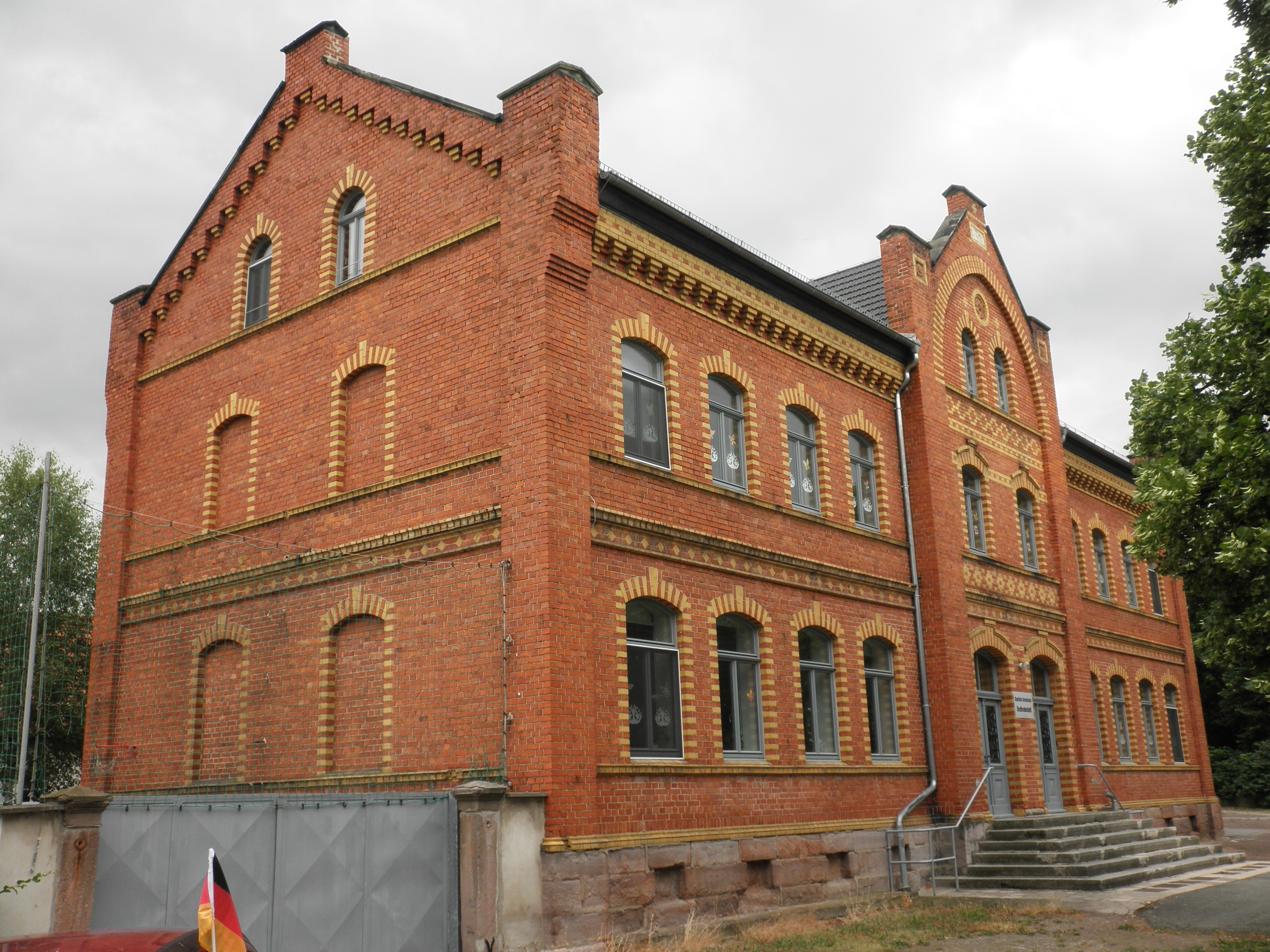
Schule in Großrudestedt
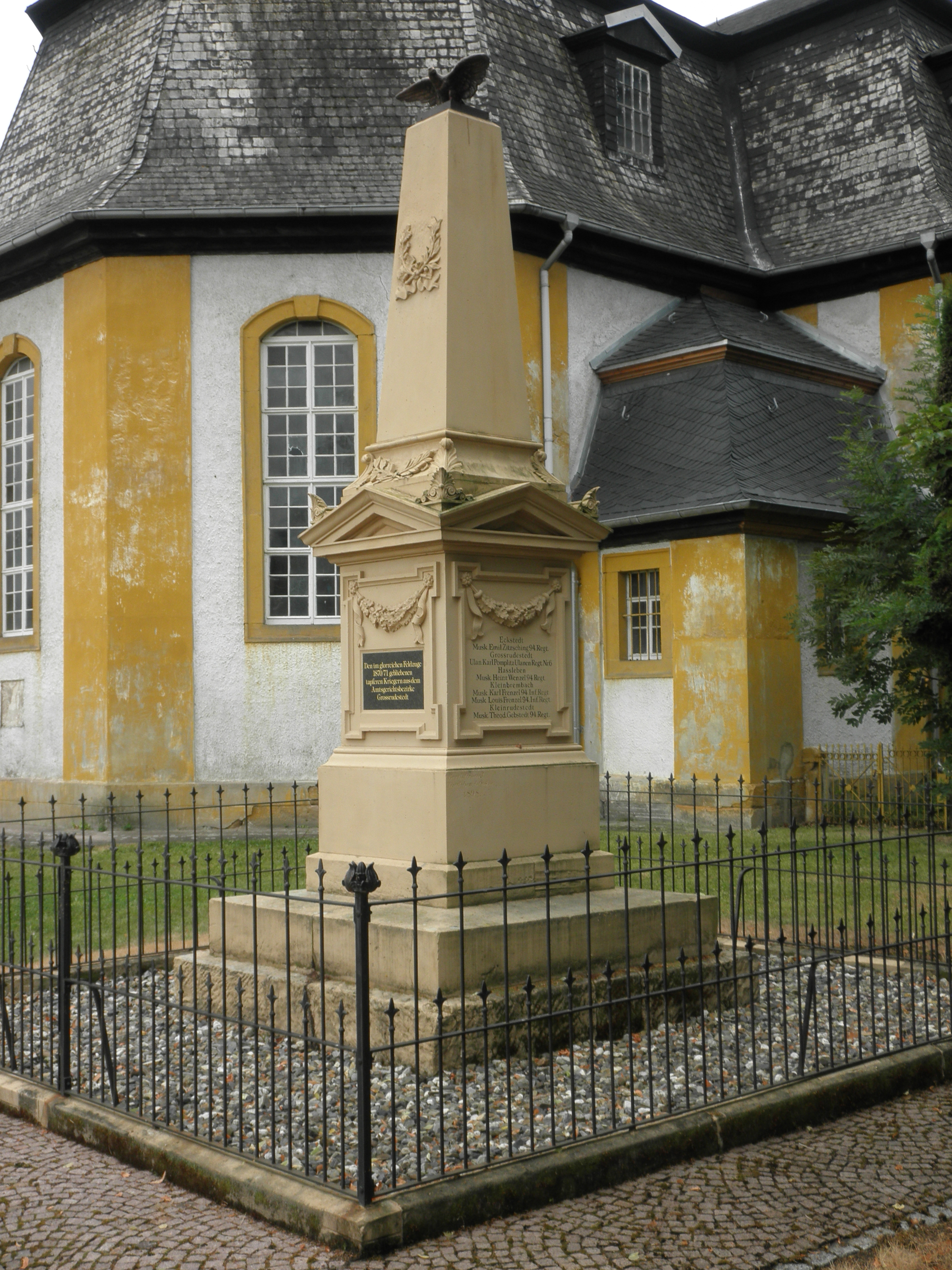
Kriegerdenkmal 1870/71

### Einwohnerentwicklung
Entwicklung der Einwohnerzahl:
| - 1994 – 2.058 - 1995 – 2.088 - 1996 – 2.139 - 1997 – 2.183 - 1998 – 2.195 - 1999 – 2.217 | - 2000 – 2.200 - 2001 – 2.169 - 2002 – 2.147 - 2003 – 2.118 - 2004 – 2.088 - 2005 – 2.059 | - 2006 – 2.032 - 2007 – 2.028 - 2008 – 2.003 - 2009 – 1.946 - 2010 – 1.941 - 2011 – 1.907 | - 2012 – 1.908 - 2013 – 1.875 - 2014 – 1.862 - 2015 – 1.884 - 2016 – 1.851 - 2017 – 1.850 | - 2018 – 1.855 - 2019 – 1.847 - 2020 – 1.843 - 2021 – 1.833 |

 Datenquelle: Thüringer Landesamt für Statistik

## Politik

### Gemeinderat
Der Gemeinderat aus Großrudestedt setzt sich seit der Gemeinderatswahl am 25. Mai 2014 aus 12 Ratsfrauen und Ratsherren zusammen. Davon entfallen sieben Sitze auf die Freien Wählern (Stimmenanteil 56,7 %) und fünf Sitze auf die CDU (Stimmenanteil 43,3 %).

### Bürgermeister
Der ehrenamtliche Bürgermeister Andreas Müller wurde am 5. Juni 2016 gewählt.

### Wappen
Das Wappen wurde am 1. Februar 1995 durch das Thüringer Landesverwaltungsamt genehmigt.
Blasonierung: „In Rot eine silberne Frauengestalt mit goldener Augenbinde, in der erhobenen linken Hand eine goldene Waage, in der rechten Hand ein goldenes Schwert haltend, die rechts oben von vier goldenen Sternen (1:2:1) begleitet wird.“
Die weibliche Figur mit den Attributen Augenbinde, Schwert und Waage stellt Justitia, die Verkörperung des Rechts und der Gerechtigkeit, dar. Die Gemeinde greift damit in heraldischer Umsetzung ein historisches Siegelmotiv auf. 1681 wurde erstmals dieses Symbol im Siegel verwendet, da Großrudestedt seit 1664 bzw. 1672 Gerichtsbezirk war. Die vier Sterne stehen für die Ortsteile Schwansee, Kranichborn, Kleinrudestedt und Großrudestedt selbst.
Das Wappen wurde vom Heraldiker Frank Jung gestaltet.

## Kultur und Sehenswürdigkeiten
- Siehe auch: Liste der Kulturdenkmale in Großrudestedt

### Großrudestedt
- Ev. Kirche St.Albanus: benannt nach dem britischen Märtyrer Alban von Verullam. Heutiger Bau der Kirche im Wesentlichen von 1724. Die einsturzgefährdete Turmhaube wurde 1993/94 erneuert und auf einen Stahlprofilrahmen gesetzt. Sie läuft in einen „Königsstil“ von neun Meter Länge aus.
- Restauriertes Kriegerdenkmal für die im Deutsch-Französischen Krieg 1870/71 Gefallenen aus Großrudestedt und den umliegenden Dörfern des Amtsbezirks[5]
- Restauriertes „Deutsches Haus“ als Bürgerhaus und Bürgermeistersitz

### Andere Ortsteile
- Kranichborn: Herrenhaus des früheren Ritterguts, Gedenkstein von 1913 in Erinnerung an die Völkerschlacht von Leipzig 100 Jahre davor, in Gestalt eines Waidmühlsteins. Darüber als Naturdenkmal eine weit ausladende Eiche. Dorfkirche in Kranichborn und umliegender Kirchhof mit historischen Grabsteinen.
- Schwansee: Dorfkirche von 1675/76. Großer Taubenturm mit Denkmal-Status. Ehemaliges Jagdschloss. NSG Schwanseer Forst.
- Kleinrudestedt: Kirchenruine: erhaltener Kirchturm und Grundmauern des Kirchenschiffs, das in den 1980er Jahren wegen Baufälligkeit abgetragen wurde.

Der Laura-Radweg verläuft durch Großrudestedt.

## Wirtschaft und Infrastruktur
- Agrargenossenschaft mit Milch- und Pflanzen-Produktion
- diverse kleine und mittelständische Unternehmen

## Persönlichkeiten
- Ernst August Wilhelm Hörschelmann (* 1743 in Großrudestedt als Pfarrerssohn): wurde 1768 Professor der „Geschichte und Weltweisheit“ an der (deutschsprachigen) Kaiserlich-Russischen Hohen Schule zu Reval in Livland.
- Hermann Gottlieb Heumann (* 1812 in Großrudestedt; † 1866), deutscher Jurist
- Adolf Lorey (* 1813 in Großrudestedt; † 1877 in Gera), Pädagoge, Schulleiter und Abgeordneter des Landtags von Sachsen-Weimar-Eisenach
- Edmund Kanoldt (* 1845 in Großrudestedt als Apothekerssohn; † 1904 in Bad Nauheim): deutscher Maler, besonders heroischer Landschaften und Ereignisse.
- Karl Rothe (* 1848 in Großrudestedt; † 1921 in Eisenach): Staatsminister im Großherzogtum Sachsen-Weimar-Eisenach, wurde wegen seiner Verdienste um Stadt und Universität Jena Ehrenbürger der Stadt.
- Jörg Winter (* 21. September 1944 in Großrudestedt): Kirchenrechtler und Staatskirchenrechtler, Professor in Heidelberg und Freiburg.